# Synagoge (Gensingen)
Die Synagoge in Gensingen im rheinland-pfälzischen Landkreis Mainz-Bingen wurde 1862 in der Hundsgasse 89 (heutige Langgasse 18) errichtet. Um 1933 wurde das Gebäude verkauft. Es diente bis in die 1990er Jahre als Lagerraum. Heute steht an der Stelle ein Wohnhaus, in das Teile der alten Synagoge integriert sind.

## Synagoge
Die Synagoge wurde 1862 in der Hundsgasse 89 (heutige Langgasse 18) errichtet. Angaben in Überlieferungen lassen vermuten, dass hierzu die Synagoge der jüdischen Gemeinde Horrweiler nach Gensingen umgesetzt wurde. Für diese Annahme würde auch sprechen, dass die jüdische Gemeinde Horrweiler zu diesem Zeitpunkt aufgelöst und der Synagogengemeinde Gensingen angeschlossen wurde. Es handelte sich um einen eingeschossigen Bau, der in Fachwerkbauweise ausgeführt war. Im vorderen Teil des Gebäudes, zur Straße hin, befand sich die Wohnung des Religionslehrers. Der Betsaal befand sich im rückwärtigen Teil. Um 1933 wurde das Gebäude, nachdem sich die jüdische Gemeinde aufgelöst hatte, verkauft. Dies führte dazu, dass die ehemalige Synagoge bei den Novemberpogromen 1938 nicht zerstört wurde. Bis Ende der 1980er Jahre diente das Gebäude als Lager. 1990 wurde dann, nachdem Teile der ehemaligen Synagoge eingestürzt waren, ein Wohnhaus auf dem Grundstück, augenscheinlich unter Einbeziehung von Resten der Synagoge, errichtet.

## Jüdische Gemeinde Gensingen
Die jüdische Gemeinde Gensingen, zu der ab 1862 auch die jüdischen Einwohner von Horrweiler gehörten, bestand von 1804 bis Anfang der 1930er Jahre. Ab dem Beginn des 19. Jahrhunderts stieg die Zahl der Gemeindemitglieder an und erreichte 1861 ihren höchsten Stand. Ab der Mitte des 19. Jahrhunderts kam es zu Aus- und Abwanderungen, vorwiegend in die Vereinigten Staaten und im Zuge der fortschreitenden Industrialisierung in die größeren Städte. Ab 1933, nach der Machtergreifung Adolf Hitlers, wurden die jüdischen Einwohner immer mehr entrechtet. Zudem kam es immer wieder zu antijüdischen Aktionen, was dazu führte, dass die letzten 17 jüdischen Einwohner Gensingen bis 1938 verließen.

### Entwicklung der Einwohnerzahl
| Jahr | Juden | Jüdische Familien | Bemerkung |
| ---- | ----- | ----------------- | --------- |
| 1810 |       | 3                 |           |
| 1824 | 26    |                   |           |
| 1830 | 32    |                   |           |
| 1857 | 61    |                   |           |
| 1895 | 55    |                   |           |
| 1905 | 38    |                   |           |
| 1910 | 27    |                   |           |
| 1924 | 21    |                   |           |
| 1933 | 17    |                   |           |

Quelle: alemannia-judaica.de; jüdische-gemeinden.de; „… und dies ist die Pforte des Himmels“

### Opfer des Holocaust
Das Gedenkbuch – Opfer der Verfolgung der Juden unter der nationalsozialistischen Gewaltherrschaft 1933–1945 und die Zentrale Datenbank der Namen der Holocaustopfer von Yad Vashem führen 22 Mitglieder der jüdischen Gemeinschaft Gensingen und Horrweiler (die dort geboren wurden oder zeitweise lebten) auf, die während der Zeit des Nationalsozialismus ermordet wurden.